# Apichat Pakwan

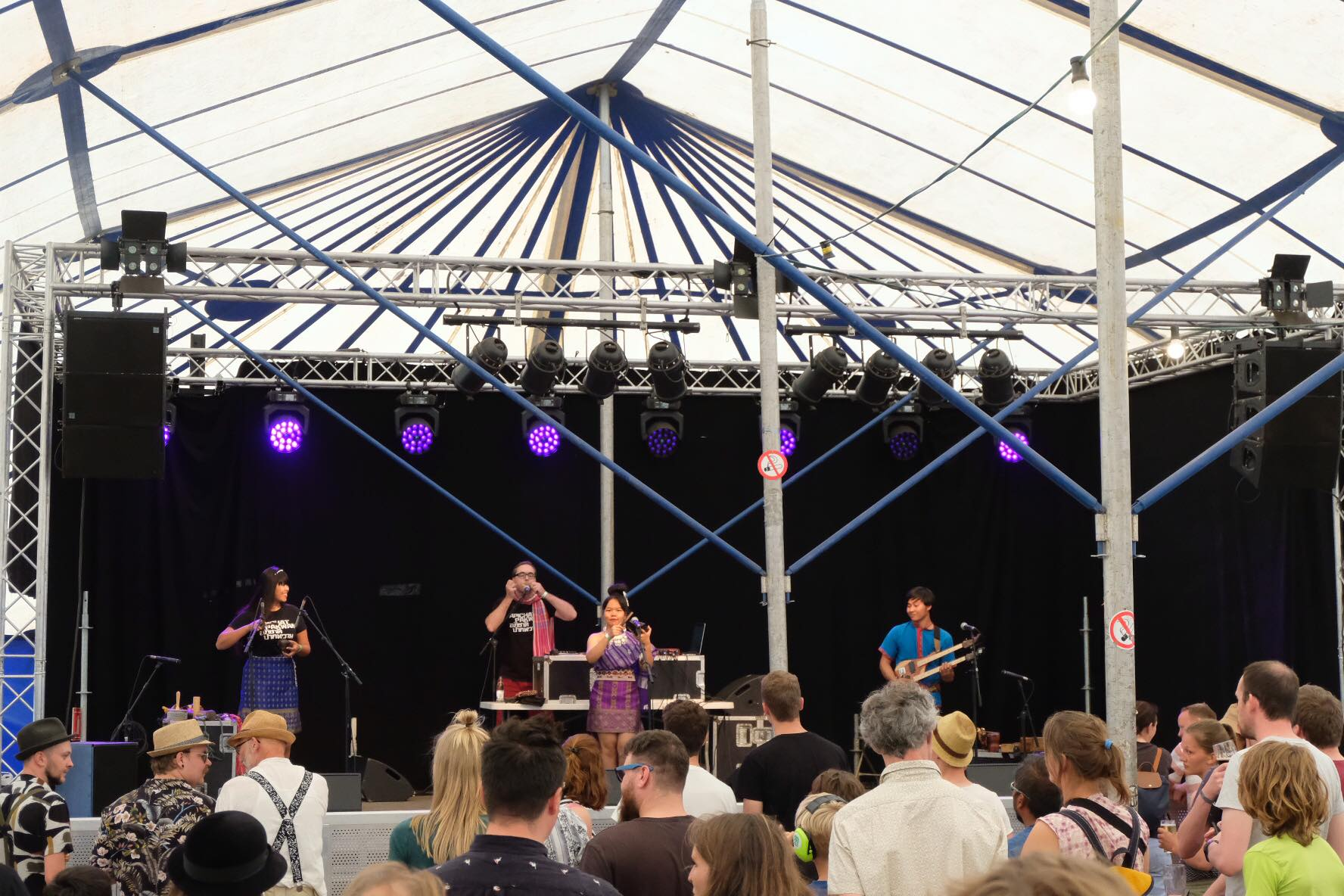
Apichat Pakwan live op Na Fir Bolg Festival

Apichat Pakwan is een Nederlands-Thaise band die gevestigd is in Amsterdam. Hun muziek is een mix van molam, elektronische muziek, dub en hiphop. Ze treden op met zowel eigen composities als nieuwe interpretaties van traditionele Thaise en Laotiaanse volksmuziek.
De groep werd in 2015 opgericht door de Nederlandse muzikant Olivier Schreuder (elektronica, composities, traditionele Thaise instrumenten) en de Thaise muzikant Angkanang ‘Num’ Pimwankum (percussie). Live treden ze op met een wisselende groep muzikanten uit de Noordoostelijke regio van Thailand, die ook wel Isaan genoemd wordt.
De Bangkok Post noemde Apichat Pakwan "de meest innovatieve hybride molam groep". De Nederlandse muziekjournalist Job de Wit schreef dat "de muzikanten van Apichat Pakwan de traditionele Thaise muziek zo goed kennen dat ze als geen ander in staat zijn om er een moderne draai aan te geven."

## Biografie
De groep wordt in 2015 in de stad Khon Khaen gevormd. In deze periode studeert de Nederlandse muzikant Olivier Schreuder de volksmuziek van Isan en de kaen (Laotiaans mondorgel) aan de Universiteit van Khon Kaen bij de Thaise muzikant Pongsapon ‘On’ Upani, die hem voorstelt aan Angkanang Pimwankum. Samen met speler van de phin (Laotiaanse luit) Arthit Krajangsree nemen ze hun eerste ep op genaamd Angkanang in 2016, die uitgebracht wordt op het Nederlands-Thaise label Animist Records. Vier nummers van de ep worden ook op twee vinyl singles uitgebracht.
De groep debuteert live op het Khon Kaen Filmfestival in 2017, gevolgd door shows in lokale Thaise volksmuziekclubs zoals Kittasin, en het Siam Paragon Songkran Wonderland Festival 2017 in Bangkok. In datzelfde jaar tourt de groep voor het eerste door Nederland, met optredens op het Thailand Grand Festival in Den Haag en Blierock in Venlo.
In 2018 sluit de Thaise zangeres Wimonmat ‘Wiw’ Kangjantha zich bij de groep aan, waarmee de nadruk meer op zang dan instrumentaal komt te liggen. De nummers worden in de Isaan taal gezongen.
Met Kangjantha nemen ze hun derde single op genaamd Leh Dub, die uitgekozen wordt als een van de beste singles van 2018 door de Bangkok Post.
Ze treden vervolgens op in Singapore, Thailand en Laos, met als hoogtepunten shows op het Jim Thompson Molam Bus podium van het Jai Thep Festival in Chiang Mai, en een live optreden op het Thaise nationale tv-station Workpoint.
In 2019 volgen meer concerten in Thailand en een tour in Europa. Ze spelen onder andere op het Fusion Festival (Duitsland), World Experience Festival (Roemenië), Na Fir Bolg (België), Amsterdam Roots Festival en het Houtfestival.
Samen met Thaise zangeres Anusara ‘Bee’ Deechaichana componeren ze verschillende nieuwe nummers in 2019.
In oktober van dat jaar brengen ze hun volwaardige debuutalbum uit op Animist Records genaamd Esantronics. Het album wordt verkozen tot Beste Aziatische Album van 2019 door World Music Central, en omschreven als "een prachtig album waarop fascinerende, innovatieve Thaise rootsmuziek meesterlijk ontworpen elektronica ontmoet." Esantronics krijgt een viersterrenrecensie in het Britse Songlines Magazine No. 154. De Bangkok Post noemt het album "geweldig" en "een van die Oosten-ontmoet-Westen experimenten die heel goed werkt."
Angkanang Pimwankum en Olivier Schreuder deejayen ook als Apichat Pakwan, met optredens op de Dutch Design Week in Eindhoven, het Houtfestival in Haarlem, Ton Tann Reggae Festival en In The Garden Festival in Khon Kaen, en een terugkerende residentie in nachtclub NOMA (Now Our Mother’s Angry) in Bangkok.

## Discografie
- Angkanang (2016)
- E-Ong Muan Sun (2017)
- Angkanang EP (2017)
- Leh Dub (2018)
- Esantronics (2019)
- Nam Ton Tad EP (2021)